# Трка на 10.000 метара
Трка на 10.000 метара је атлетска дисциплина која са тркама на 3.000 и 5.000 метара спада у трчање на дуге стазе. Трчање у овој дисциплини се одржава на стадионима и износи 25 пуних кругова.
Трка на 10.000 метара је олимпијска дисциплина, која се налази на програму Летњих олимпијских игара у мушкој конкуренцији од 1912. у Стокхолму, а у женској од Олимпијских игара 1988. у Сеулу.
Најбржи мушкарци претрче ову дистанцу за око 26 ипо минута, што даје просечну брзину од 6,2 м/с или 22,23 км/ч. Најбрже жене постижу резултате око 29 ипо минута, што даје просечну брзину од 5,6 м/с или 20 км/ч.

## Листа најбржих на 10.000 метара

### Мушкарци
Статистички подаци на дан 14. новембар 2024.
|     | време    | атлетичар          | националност     | место               | датум      |
| --- | -------- | ------------------ | ---------------- | ------------------- | ---------- |
| 1.  | 26:11.00 | Џошуа Чептегеи     | Уганда           | Валенсија           | 07-10-2020 |
| 2.  | 26:17.53 | Кенениса Бекеле    | Етиопија         | Брисел              | 26-08-2005 |
| 3.  | 26:22.75 | Хаиле Гебрселасије | Етиопија         | Хенгело             | 01-06-1998 |
| 4.  | 26:27.85 | Пол Тергат         | Кенија           | Брисел              | 22-08-1997 |
| 5.  | 26:30.03 | Николас Кембои     | Кенија           | Брисел              | 05-09-2003 |
| 6.  | 26:30.74 | Абебе Динкеса      | Етиопија         | Хенгело             | 29-05-2005 |
| 7.  | 26:31.01 | Јомиф Кејелча      | Етиопија         | Нерха               | 14-06-2024 |
| 8.  | 26:31.13 | Абебе Арегави      | Етиопија         | Нерха               | 14-06-2024 |
| 9.  | 26:33.84 | Грант Фишер        | Сједињене Државе | Сан Хуан Капистрано | 06-03-2022 |
| 10. | 26:33.93 | Џејкоб Киплимо     | Уганда           | Острава             | 19-05-2021 |

### Жене
Статистички подаци на дан 14. новембрар 2024.
|     | време    | атлетичарка               | националност | место          | датум      |
| --- | -------- | ------------------------- | ------------ | -------------- | ---------- |
| 1.  | 28:54.14 | Беатрис Чебет             | Кенија       | Јуџин          | 25-05-2024 |
| 2.  | 29:01.03 | Летесенбет Гидеј          | Етиопија     | Хенгело        | 08-06-2021 |
| 3.  | 29:05.92 | Гудаф Цегај               | Етиопија     | Јуџин          | 25-05-2024 |
| 4.  | 29:06.82 | Сифан Хасан               | Холандија    | Хенгело        | 06-06-2021 |
| 5.  | 29:17.45 | Алмаз Ајана               | Етиопија     | Рио де Жанеиро | 12-08-2016 |
| 6.  | 29:26.89 | Лилиан Касаит Ренгерук    | Кенија       | Јуџин          | 25-05-2024 |
| 7.  | 29:27.59 | Маргарет Челимо Кипкембои | Кенија       | Јуџин          | 25-05-2024 |
| 8.  | 29:31.78 | Ђунсја Ванг               | Кина         | Пекинг         | 08-09-1993 |
| 9.  | 29:32.53 | Вивијан Черијот           | Кенија       | Рио де Жанеиро | 12-08-2016 |
| 10. | 29:42.56 | Тирунеш Дибаба            | Етиопија     | Рио де Жанеиро | 12-08-2016 |

## Рекорди Србије[3]
| пол | време    | име            | место    | датум      |
| --- | -------- | -------------- | -------- | ---------- |
| М   | 27:58.39 | Данијел Корица | Хелсинки | 10-08-1971 |
| Ж   | 31:29.65 | Оливера Јевтић | Сиднеј   | 30-09-2000 |

## Освајачи медаља на највећим такмичењима
- Освајачи олимпијских медаља у атлетици — 10.000 метара за мушкарце
- Освајачице олимпијских медаља у атлетици — 10.000 метара за жене
- Освајачи медаља на светским првенствима у атлетици на отвореном — 10.000 метара за мушкарце
- Освајачице медаља на светским првенствима у атлетици на отвореном — 10.000 метара за жене